# IC 2596
IC 2596 — галактика типу SBab () у сузір'ї Кіль.
Цей об'єкт міститься в оригінальній редакції індексного каталогу.